# Lorenzo Casaburi Urries
Lorenzo Casaburi Urries (Casabùri Urriès) (Napoli, ... – ..., XVII secolo) è stato un poeta italiano di scuola marinista.

## Biografia
Si hanno di lui solo le scarne notizie di pochi repertori biobiliografici. Figlio di Fulvio Casaburi e Margarita Urries, fu attivo a Napoli, quasi certamente sua città natale, nella seconda metà del XVII secolo. Niccolò Toppi, nella sua Biblioteca Napoletana lo dice – al pari del fratello Pietro, anch'egli lirico tardobarocco,  – “ingegnosissimo poeta”.

## Opere
Pubblicò un solo libro di versi, Le quattro stagioni, stampato a Napoli nel 1669 da Novello de Bonis. Come consuetudine nei canzionieri dell'epoca, l’opera è divisa in sezioni tematiche, poste qui però in relazione con le stagioni dell’anno: primavera per i “suggetti amorosi”, estate gli “eroici”, autunno per i “morali” e inverno per i “lugubri e sacri”.

## Un testo esemplificativo
Rise Clorinda, e su la guancia bella
dolcissima pozzetta allor s'aprio;
quando il mio cor ad osservar sen gio
sì leggiadra d'amor cifra novella:
«Fors'è questa» dicea «propizia stella,
ch' ad affrenar le mie tempeste uscio?
fors'è 'l fonte del riso, ove m'invio
a delibar di gioie alta procella?»
Amor l'udì, che v'era ascosto; e, sciolto
ver' lo 'ncauto mio cor dardo improviso,
cadde trafìtto e vi restò sepolto.

Oh cor beato, in sì bel loco ucciso,
poiché, di fiori in sul feretro accolto,
ti fu tomba la rosa e nenia il riso.
(Lorenzo Casaburi Urries, Amoroso avvenimento)